# Пан, Люс
Люс Пан — французский политик, депутат Национального собрания Франции.

## Биография
Родилась 28 сентября 1955 года в Лилльбонне (департамент Приморская Сена). Член Социалистической партии.
Дочь железнодорожника и учительницы, Люс Пан с семьей в 1959 году переехала в пригород Руана Соттевиль-ле-Руан. Педагог по образованию, она работала в больнице. В 1979 году вступила в Социалистическую партию.
В 1989 году Люс Пан в составе списка социалистов прошла в городской совет Руана и заняла пост вице-мэра. В 1998 году была избрана в генеральный совет департамента Приморская Сена от кантона Соттевиль-ле-Руан-Уэст, с 2004 по 2012 годы занимала пост 4-го вице-президента Генерального совета по вопросам среды обитания, жилья и городской политики.  
Являясь ближайшей соратницей и заместителем Пьера Бургиньона как депутата Национального собрания Франции и мэра города Соттевиль-ле-Руан, в 2012 году во время внутренних праймериз социалистической партии она выставила свою кандидатуру в качестве кандидата социалистов по 3-му избирательному округу департамента Приморская Сена, сумела опередить Бургиньона, а затем победила на выборах и стала депутатом Национального собрания.
На муниципальных выборах 2014 года Люс Пан снова бросила вызов Бургиньону, став лидером списка социалистов в Соттевиль-ле-Руане. Пьер Бургиньон пытался сопротивляться, организовал альтернативный левый блок с участием коммунистов, но все же проиграл выборы, и Люс Пан заняла пост мэра Соттевиль-ле-Руана, а бывший мэр был исключен из Социалистической партии.
В Национальном собрании Люс Пан стала членом комиссии по социальным вопросам. 
На выборах в Национальное собрание в 2017 году вновь баллотировалась по 3-му избирательному округу департамента Приморская Сена, заняла четвертое место в 1-м туре с 14,3 % голосов и сдала мандат депутата Национального собрания.
В июне 2020 года Люс Пан вновь привела к победе левый список на муниципальных выборах в Соттевиль-ле-Руане и сохранила пост мэра этого города. 

## Занимаемые выборные должности
1989 — 03.04.2014 — член совета, вице-мэр города Соттевиль-ле-Руан 

1998 — 2004 — член Генерального совета департамента Приморская Сена от кантона  Соттевиль-ле-Руан-Уэст 

2004 — 06.2012 — вице-президент Генерального совета департамента Приморская Сена 

18.06.2012 — 20.06.2017 — депутат Национального собрания Франции от 3-го избирательного округа департамента Приморская Сена 

с 04.04.2014 — мэр города Соттевиль-ле-Руан